# Muralhas de Setúbal
As muralhas de Setúbal que envolveram a cidade de Setúbal, em Portugal, datam do século XIV (D. Afonso IV e D. Pedro I), e, numa segunda fase, do século XVII (D. João IV e príncipe D. Teodósio).

## História

### Antecedentes
O povoamento do sítio de Setúbal pode remontar à fundação pelos Fenícios, cerca de 1000 a.C., de uma colônia na margem esquerda do Sado. Dedicada ao deus Baal, assim como os demais estabelecimentos fenícios vizinhos - Lisboa e Alcácer do Sal - fornecia sal, peixe salgado, cavalos e suprimentos para as embarcações que navegavam em busca do estanho da região da Cornualha, às quais servia ainda como porto de abrigo.
Posteriormente ocupada por Cartagineses e por Celtas, à época da Invasão romana da Península Ibérica foi denominada de Cetóbriga, que se acredita tenha sido abandonada no século VI por falta de condições de segurança aos seus moradores segundo alguns autores, ou devido aos movimentos das dunas de areia, segundo outros. Ele teria sido sucedido, por um novo assentamento, na margem oposta, núcleo gerador da atual cidade, ocupado a partir do século VIII pelos Muçulmanos.

### As muralhas de Setúbal
À época da Reconquista cristã da Península Ibérica, o povoado muçulmano foi conquistado pelo primeiro rei de Portugal, D. Afonso Henriques (1112-1185), em 1165. Arrasado durante a ofensiva das forças do califa almóada Iacube Almançor (1190), foi reerguido a partir de 1200, sob o reinado de D. Sancho I (1185-1211).
O seu neto, D. Sancho II (1223-1248), após a retomada do Castelo de Palmela (1194), assegurando a posse desta região, também doou esta povoação à Ordem de Sant’Iago da Espada, para que a defendesse e repovoasse.
Porto privilegiado pela sua localização sobre a rota comercial (e dos Cruzados) pelo oceano Atlântico, pelo desenvolvimento cada vez intenso que vivenciou, Setúbal tornou-se, no reinado de D. Afonso III (1248-1279), um dos principais portos de Portugal, a par do de Lisboa, do do Porto e do de Faro, razão pela qual recebeu o seu foral em 1249. O foral de portagem de Lisboa (5 de Outubro de 1337) refere, entre os produtos que alcançam a capital, uvas, vinhos, figos, peixe fresco e seco, itens que também transitavam pelo porto de Setúbal.
Data deste período a primeira estrutura defensiva da povoação, uma muralha envolvente iniciada ao tempo do rei D. Afonso IV (1325-1357) e concluída no reinado seguinte, sob D. Pedro I (1356-1367), com a função de conter os assaltos de piratas e de corsários que, oriundos do Norte d’África pelo oceano Atlântico, penetravam pela foz do rio Sado. Os trabalhos são referidos nas Crónicas de Fernão Lopes, que noticiam o lançamento das sisas, tributo cuja cobrança permitu essa edificação.

«Mas escrituras = certas = nos dam testemunho que no tempo del Rey dom Afonso o quarto, filho desde Rey dom Dinis, amte da pesteneça gramde que foy a cabo de XXIIII annos, na era de mill e trezemtos e oitemta e seis, jaa amte desta mortandade hi avia sisas que os povos deitavam amtre sy, cada hũs em seus luguares, como lhes prazia, quoamdo taes necesidades avinham pera que as ouvesem mester, asy como os moradores de Setuvall que sẽdo o luguar descercado aquele tempo, e mamdamdo este Rei dom Afonso que o cerquassem lamçaram amtre sy duas sisas por averem dinheiro pera se cerquar, a saber: hũ sissa, que chaamavã gramde, nos vinhos que iguoallmente remdia quoatro mill livras, que eram mill e trezemtas dobras, e outra sisa meuda que remdia hũas quinhentas. E todas estas mil e oito cemtas dobras se despemdiam no cercamẽto do lugar de Setuvall e cousas a elle pertencẽtes. E esta foy a primeira sisa que achamos que concelho lamçase e durou ate que a villa foy acabada de cercar.»
LOPES, Fernão. Crónica de D. João I. Edição preparada por M. Lopes de Almeida e A. de Magalhães Basto, vol. II, pp. 458-459. Porto : Livraria Civilização Editora, 1983.
Em 31 de março de 1343 o soberano ordenou que fosse demarcado o termo de Setúbal.

### O século XV
Em 1439, por decreto real, a vila foi isenta de pagar aposentadoria, tendo-se decidido a construção de estaus e casas para neles se receberem o rei e a sua Corte. Será deste porto marítimo que D. Afonso V (1438-81) partirá para a conquista da Praça-forte de Alcácer-Ceguer, no Norte d’África (1458).
Aqui foram celebradas as núpcias de D. João II (1481-1495) com D. Leonor de Viseu (22 de Janeiro de 1471). Posteriormente, no reinado deste soberano, deu-se início à construção de um aqueduto para o transporte de água, proveniente da nascente da Arca d' água (Alferrara), para a vila. A expansão da vila para fora das suas muralhas iniciou-se em fins desse século, com a construção, no sector oeste, do Convento de Jesus.

### O século XVI
D. Manuel I (1495-1521) outorgou-lhe o Foral Novo em 1514 e seu sucessor D. João III (1521-1557) o título de notável vila em 1525. No ano de 1526, começaram as obras do chamado Paço do Trigo, bem como as da abertura da Praça do Sapal (atual Praça de Bocage). Neste período, no século XVI, a vila de Setúbal já excedia, a nascente e poente, a muralha construída no século XIV.

### O século XVII
Durante a crise dinástica de 1580 Setúbal tomou partido por D. António prior do Crato, mas foi facilmente conquistada a 22 de julho desse ano pelas forças espanholas sob o comando do duque de Alba, reflectindo a vulnerabilidade das defesas da povoação nesta época.
Durante a Dinastia Filipina, para reforço da defesa, foi iniciado o Forte de São Filipe de Setúbal (1582).
Com a Restauração da Independência Portuguesa, a 1 de Dezembro de 1640, a nobreza portuguesa aclamou a D. João IV (1640-1656) como novo soberano, pondo termo a sessenta anos de domínio dos Habsburgos sobre o país. Neste momento, o foco estratégico da defesa militar deslocou-se para as fronteiras terrestres, visando conter as invasões espanholas que se antecipavam ao território português.
Por essa razão, o litoral foi guarnecido por baterias apenas com fins de alerta e de defesa restrita, uma vez que, enfraquecido o poder da Armada Espanhola e feita a paz com os Países Baixos, não se esperavam maiores ameaças pelo mar. Organizam-se, desse modo, linhas de defesa nas barras dos principais rios: rio Douro, rio Tejo (principalmente de Belém ao Guincho) e rio Sado.
É nesta estratégia defensiva que se enquadra a construção, ao longo do século XVII, do Forte de Albarquel (1643) que complementaria o poder de fogo da Forte de São Filipe de Setúbal, as obras de acrescentamento da Forte de Santiago do Outão (1643-1657), a construção do Forte de Santiago de Sesimbra (1648) e dos revelins adossados à muralha em Sesimbra (1648), a construção do Forte de São Teodósio da Ponta do Cavalo em Sesimbra (1652) e finalmente o Forte da Arrábida (1676).
Dentro desta nova estratégia, foram projectadas novas muralhas para a vila de Setúbal. Neste projecto trabalharam grandes nomes da arquitectura militar portuguesa da época, tendo as obras se prolongado por um longo período, até 1696. Em diversas ocasiões tanto o rei D. João IV quanto o príncipe D. Teodósio se deslocaram a Setúbal para acompanhar a evolução das mesmas. Os custos da sua construção foram arcados quer pelos negociantes de sal quer pela população da vila, que teve de arcar com novos impostos. Concluídos os trabalhos, a nova cintura de muralhas ostentava onze baluartes e dois meio-baluartes.
Dos baluartes que ainda subsistem, destaca-se o de Nossa Senhora da Conceição onde esteve instalado um aquartelamento militar. Este edifício é constituído por duas partes: o baluarte propriamente dito e construções mais recentes. No seu pórtico está uma inscrição a partir da qual se fica a saber que foi concluído em 1696 por ordem do duque do Cadaval.
À semelhança do que sucedeu em Lisboa e outras localidades do país, Setúbal também foi bastante castigada pelo grande terramoto de 1755. No decurso das obras de reconstrução, sob o reinado de D. José I (1750-1777), o Marquês de Pombal lançou um imposto de dois réis sobre cada arrátel de carne negociado, a fim de, com esse recurso, proceder-se à reedificação dos Paços do Concelho (Câmara Municipal) um dos muitos edifícios, profanos e religiosos, que foram destruídos pela catástrofe, entre os últimos dos quais a Igreja de Nossa Senhora da Anunciada e a Igreja de São Julião.

## Características
As muralhas foram erguidas utilizando-se alvenaria de pedra argamassada. Do período islâmico, ainda se podem ver junto da cisterna as ruínas da Casa dos Vereadores, que ainda funcionava nos inícios do século XVI.

## Portas e postigos da muralha medieval

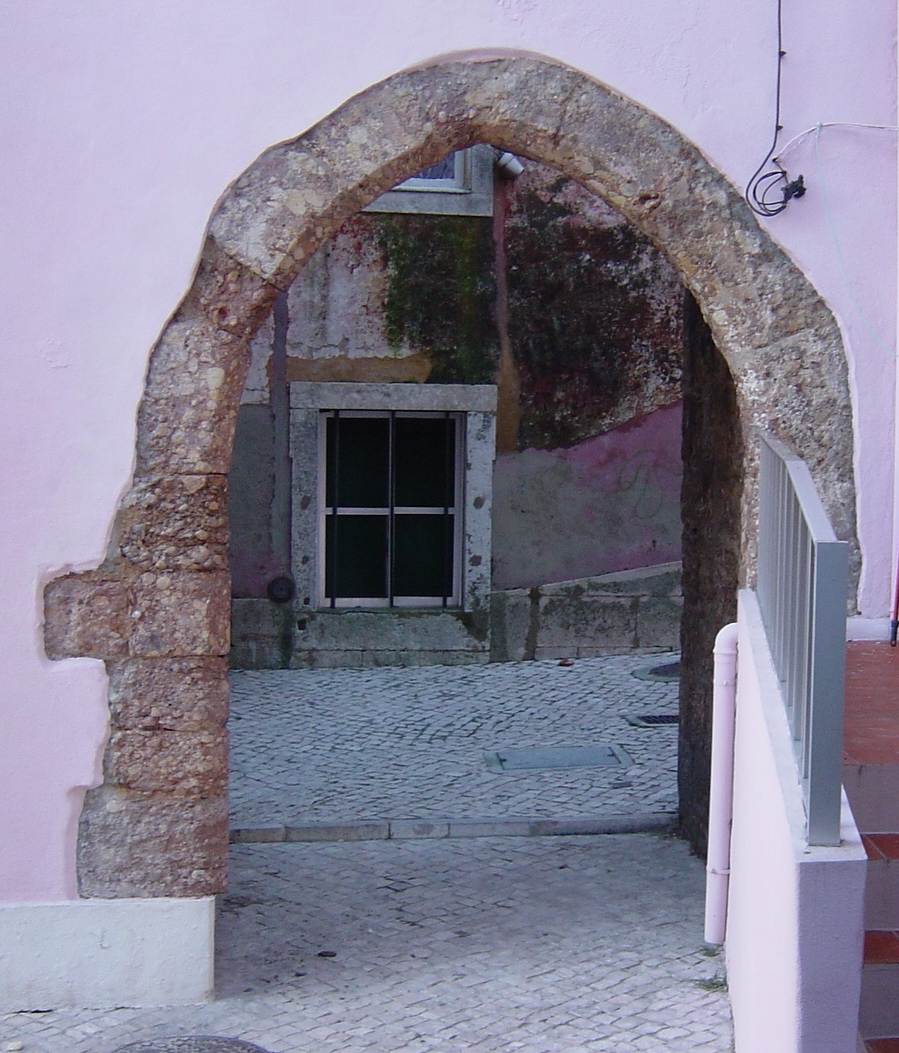
Muralhas de Setúbal, Portugal: Porta do Sol

A muralha tinha as seguintes portas e postigos, abertos em diferentes momentos da sua existência (começando pela face Oeste e prosseguindo pelas faces Norte, Leste e Sul):
- Face Oeste
  - Porta Nova
    - Corresponde à ligação da Rua Augusto Cardoso com a Avenida 22 de Dezembro. Também conhecida como Porta de Troino
- Face Norte
  - Postigo de Santa Catarina
    - Corresponde à ligação da Travessa de Santa Catarina com a Avenida 5 de Outubro

  - Postigo do Sapal, chamado o Buraco d'Água
    - Corresponde à ligação da Rua Tenente Valadim com a Avenida 5 de Outubro

  - Porta da Erva ou de Évora
    - Corresponde à ligação da Avenida 5 de Outubro com o Largo de Nossa Senhora da Conceição, no local onde se situa a Capela de Nossa Senhora da Conceição

  - Postigo de Santo António
    - Para identificar, certamente na rua que dá ligação à Capela de Santo António.
- Face Leste
  - Porta dos Padres da Companhia
    - Para identificar

  - Postigo dos Apóstolos
    - Para identificar

- - Porta de S. Sebastião

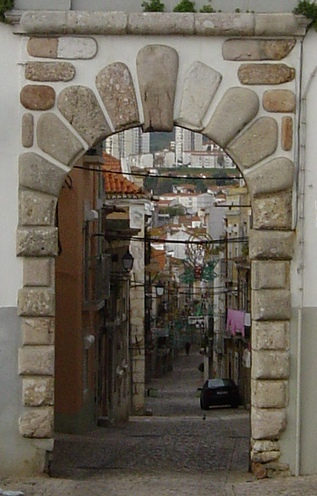
Muralhas de Setúbal, Portugal: Porta de São Sebastião

    - Ainda hoje existente, na ligação da Rua Arronches Junqueiro com o Largo dos Defensores da República. Foi mandada edificar por D. João III

  - Porta do Sol
    - Ainda hoje existente
- Face Sul
  - Postigo do Cais
    - Ainda hoje existe um arco de abóbada, na ligação da Travessa do Postigo do Cais com a Avenida Luísa Todi, em frente ao antigo quartel do Regimento de Infantaria 11

  - Postigo do Carvão
    - Corresponde à ligação da Rua Dr. António Joaquim Granjo com a Avenida Luísa Todi. Inicialmente denominado postigo do Ouvidor. Também foi conhecido como postigo de S. José.

  - Postigo de João Galo
    - Ainda hoje existente, na ligação da Rua dos Mareantes (antiga Rua de João Galo) com a Avenida Luísa Todi

  - Postigo da Alfândega
    - Corresponde à ligação da Rua da Alfândega com a Avenida Luísa Todi

  - Postigo de Frei Gaspar
    - Corresponde à ligação da Travessa de Frei Gaspar com a Avenida Luísa Todi. Foi derrubado em 1871.

  - Postigo da Pedra
    - Corresponde à ligação da Travessa do Postigo da Pedra com a Avenida Luísa Todi. Foi derrubado em 1871.

  - Postigo de São Cristóvão
    - Corresponde à ligação da Rua de São Cristóvão com a Avenida Luísa Todi

  - Postigo da Ribeira
    - Na ligação da Avenida Luísa Todi ao Largo Dr. Francisco de Soveral, anteriormente, Largo da Ribeira Velha

  - Postigo das Lobas
    - Corresponde à ligação da Travessa das Lobas com a Avenida Luísa Todi

## Vestígios da muralha medieval
- Face Oeste
  - Torreão integrado no edifício da PSP
  - Torreão e panos de muralha junto ao cruzamento com a Av. 5 de Outubro
- Face Norte
  - Pano de muralha no lado Oeste da Rua Tenente Valadim
- Face Leste
  - Pano de muralha visível em frente ao Jardim de Quebedo
  - Pano de muralha visível em várias ruas, na ligação de norte para sul com a Porta de S. Sebastião (o caminho de ronda é acessível através da sede do Instituto Politécnico de Setúbal, no Largo dos Defensores da República)
  - Porta do Sol